# Aïn Taya
Aïn Taya è un comune dell'Algeria, situato nella provincia di Algeri.